# Schloss Bechhofen
Das Seckendorffsche Schloss ist ein aus einer Wasserburg hervorgegangenes Schloss am Südwestrand der Gemeinde Bechhofen an der Wieseth im Landkreis Ansbach in Mittelfranken in Bayern.

## Geschichte
Der Ort Bechhofen ist erstmals 1311 urkundlich nachgewiesen. Seit 1410 besaßen die Herren von Seckendorff-Pfaff den Ort und saßen im dortigen Schloss bis 1617. Nach dem Aussterben der dortigen Linie fiel das Lehen an die Markgrafen von Ansbach heim. Diese richteten dort ein Vogtamt ein. Heute ist das Schloss in Privatbesitz.

## Beschreibung
Das Aussehen der mittelalterlichen Wasserburg ist unbekannt. Das heutige Schlossgebäude aus dem 17./18. Jahrhundert besitzt die Form eines zweigeschossigen Gebäudes mit Walmdach, Zwerchhaus und Schweifgiebel sowie Lisenen- und Gesimsgliederung. Das Portal an der westlichen Längsfront sticht durch seine schmuckvolle Ausführung mit einer Pilastergliederung, einem gesprengten Dreiecksgiebel und Zierkugeln hervor. Das zugehörige Ökonomiegebäude stammt aus dem 19. Jahrhundert.